# Amazon HQ2

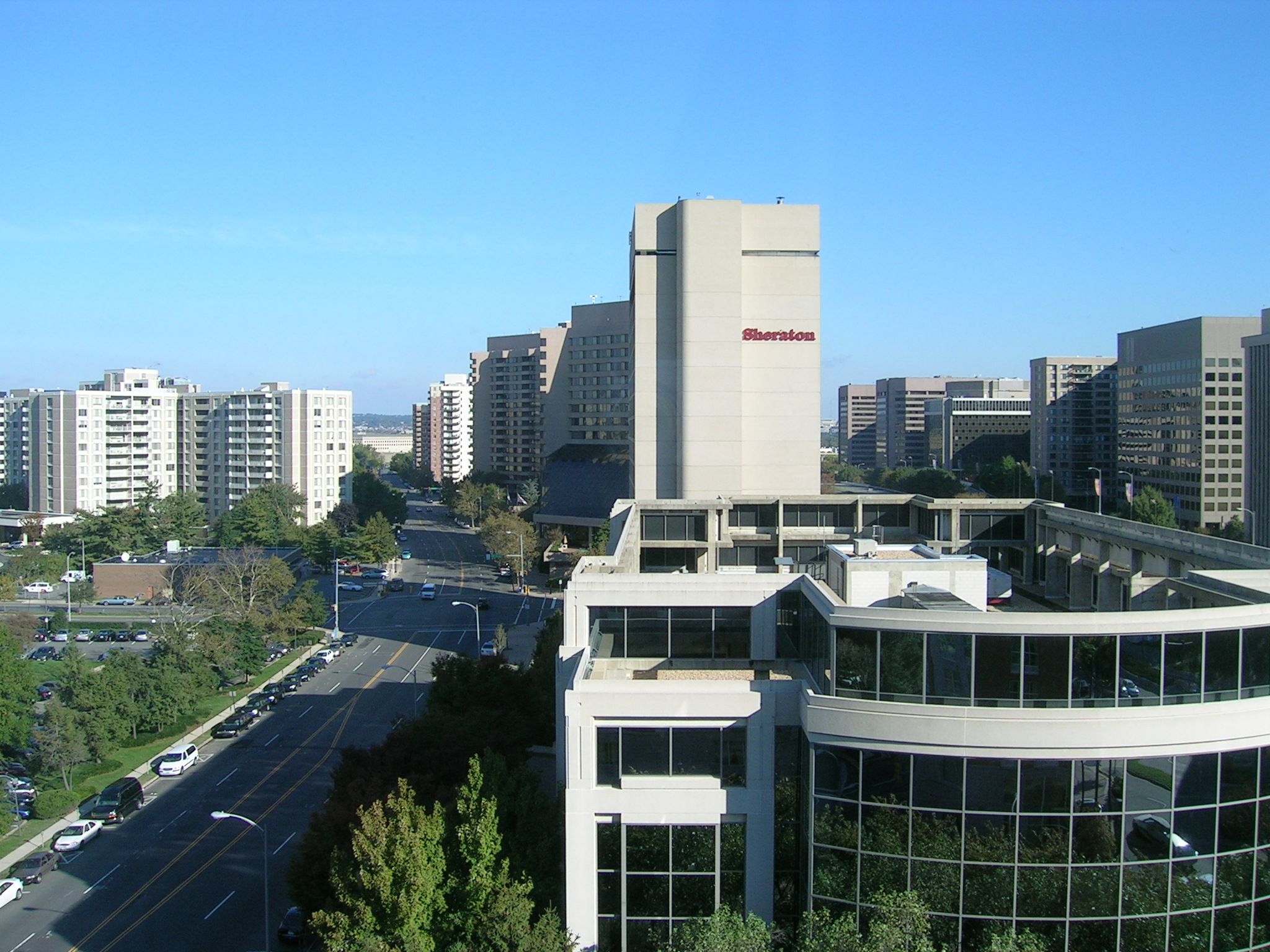
Photo d'une partie de Crystal City en 2005.

L'Amazon HQ2 est un projet de création d'un deuxième siège social pour Amazon, en plus de son siège de Seattle. 

## Histoire
Une longue concertation annoncée en septembre 2017 a été menée pour déterminer le site approprié. Sur les 200 propositions qu'il a reçues, Amazon a dans un premier temps annoncé un choix de 20 sites en janvier 2018. Finalement, en novembre 2018, Amazon a choisi d'implanter ces locaux à Long Island City, situé à New York et à Crystal City (en), en Virginie près de Washington DC. Chacun de ces deux sites devrait accueillir 25 000 employés d'Amazon,,. En février 2019, à la suite de plusieurs protestations locales, Amazon annonce abandonner son projet de siège social à New York.